# Серин
Серин (съкратено Ser или S) е α-аминокиселина с химическа формула HО2CCH(NH2)CH2OH. Тя е една от протеиногенните аминокиселини. Нейните кодони в генетичния код са UCU, UCC, UCA, UCG, AGU, UGC. Поради наличието на хидроксилна група, серина се класифицира като полярна аминокиселина.

## Разпространение и биосинтез
Това е една от природно срещащите се протеиногенни аминокиселини. Само L-стереоизомера се намира естествено в протеините. Тя е заменима аминокиселина в човешкото хранене, тъй като се синтезира в тялото от различни метаболити, включително глицин. Първоначално е получена от копринен протеин, особено богат източник през 1865. Името произлиза от латинското наименование на коприната, sericum. Структурата на серина бива установена през 1902 г.
Биосинтезата на серин започва с окислението на 3-фосфоглицерат до 3-фосфохидроксипируват и НАДН. Редуктивно аминиране на получения кетон, последвано от хидролиза дава серин. Серин хидроксиметилтрансфераза катализира обратната реакция на серин до глицин.
Тази аминокиселина може също да се получи спонтанно в природата, когато ултравиолетова светлина освети мръсен лед, в който присъстват вещества като вода, метанол, циановодород и амоняк, предполагайки лесното му образуване в студените райони на космоса.

## Производство
Индустриално, L-серин се получава чрез ферментация, като годишния добив се оценява между 100 и 1000 тона. В лабораторни условия рацемичен серин може да бъде приготвен от метил акрилат на няколко етапа:

## Роля в организма

### Метаболитна
Серинът е важен за метаболизма с това, че участва в биосинтеза на пурини и пиримидини. Прекурсор е на няколко аминокиселини, включително глицин и цистеин, както и триптофан в бактериите. Той е прекурсор и на множество други метаболити, включително сфинголипиди и фолат, който е основния донор на едноатомни въглеродни остатъци (метилови групи) в биосинтеза на организма.

### Структурна
Серинът изпълнява важна роля в каталитичната функция на много ензими. Доказано е присъствието му в активните центрове на химотрипсин и трипсин и много други ензими. Така наречените нервнопаралитични газове, както и много други вещества използвани като инсектициди, притежават действие основаващо се на свързване с активния център на ензима ацетилхолинестераза, което напълно инхибира ензима.
Като съставка на протеините неговата странична верига може да претърпи O-свързано гликиране, което може да бъде функционално свързано с диабет.
Серинът е един от трите аминокиселинни остатъка в протеините, които се фосфорилират от кинази по време на сигналната трансдукция в еукариотите. Фосфорилираните серинови остатъци най-често се наричат фосфосерин. Обратният процес се катализира от ензими, наречени серин фосфатази.
Серин протеазите са често срещан тип протеази.
Серин чрез декарбоксилиране образува етаноламин, който участва в структурата на фосфатидилсерините, от които се синтезира фосфатидилхолин.

### Сигнална
D-серин, синтезиран в мозъка от серин рацемаза от L-серин (неговия енантиомер), служи едновремнно като невротрансмитер и глиотрансмитер чрез активиране на NMDA-рецепторите, правейки ги способни да се отварят при едновремнно свързване с глутамат. D-серинът е силен агонист в глициновото свързващо място в NMDA-рецепторните глутаматергични неврони. За да се отвори рецептора, той трябва задължително да е свързан с глутамат и или глицин или D-серин. Всъщност самият D-серин е много по-силен агонист на глицин-свързващото място от колкото самият глицин. Смятало се е, че D-серин съществува само в бактериите; той представлява едва втората D-аминокиселина, която бива открита че съществува естествено в човека, наличен като сигнална молекула в мозъка, скоро след откритието на D-аспартат. Ако това откритие се бе случило по-рано, участъка в NMDA-рецептора нямаше да се казва глицинов, а D-серинов.